# Chakhtiorka
La Chakhtiorka est un tableau du peintre russe du groupe des Ambulants, Nikolaï Kassatkine, réalisé en 1894. C'est le nom de "mineur" au féminin ("Chakhtior", Шахтёр, mineur) en russe ou ("Chakhtiar", Шахтар, mineur), en ukrainien (auquel est ajouté le suffixe "-ка" au féminin) qui est donné au tableau.

## Œuvre
La vie des mineurs et de leurs familles intéressait beaucoup le peintre Kassatkine. Il se rendit pour la première fois dans le bassin du Donbass en 1892, et puis y retourna chaque année. C'était l'occasion pour lui, à chaque fois, de réaliser un tableau : « La forge » (1897), « Pauvres ramassant du charbon dans les mines abandonnées » (1894) et d'autres encore. Au début, les mineurs n'appréciaient pas trop Kassatkine. Ils le prenaient pour un espion du tsar, et avaient projeté de le jeter dans la mine. Mais par la suite, ils se lièrent d'amitié avec lui et se firent même prendre en photo avec lui.
Cette peinture sur le motif est une étude de petit format, 65,4 X 45 cm, exposée à la Galerie Tretiakov à Moscou. La figure de la jeune fille au centre est calme, détendue, pleine de confiance malgré sa condition et ses conditions de travail. Son visage, plein de charme et de chaleur, ses vêtements noircis font en même temps transparaitre la dureté et de la pauvreté de sa vie de mineure.
La statue du mineur ("Chakhtior" -Шахтёр en russe ou "Chakhtiar"- Шахтар en ukrainien) reste le symbole du Donbass et de la ville de Donetsk dont les mines de charbon ont longtemps fait la richesse.

## Sources
- Минченков Я. Д. (Mitchenkov), Воспоминания о передвижниках ( Souvenirs des ambulants), Ленинград, Léningrad., 5-е издание,‎ 1965 (lire en ligne)
- Мировое искусство. Русская живопись (art mondial, peinture russe), Saint-Pétersbourg, ООО «СЗКЭО „Кристалл“»,‎ 2007, 191 p. (ISBN 978-5-9603-0064-3 et 5-9603-0064-8)
- Andreï Lebedev, Les Ambulants (1870-1923), Édition d'art Aurore, Leningrad 1977 , 1982 p. 16.
- Elena Nesterova, Les Ambulants : les maîtres du réalisme russe (seconde moitié du XIXe-début du XXe siècle), Bournemouth et Saint-Pétersbourg, Parkstone et Aurora, coll. « Écoles et mouvements », 1996, 255 p. (ISBN 1-85995-255-0, OCLC 495985463, SUDOC 007277989), p. 172, 175.